# Kamjanka
Kamjanka (ukr. Кам'янка, pol. hist. Kamionka) – miasto na Ukrainie, w obwodzie czerkaskim, w rejonie czerkaskim, przed 2020 siedziba władz rejonu kamjanskiego.
Stacja kolejowa.

## Historia
Pierwsza wzmianka o miejscowości pochodzi z początku XVII wieku.
Siedziba dawnej gminy Kamionka w powiecie czehryńskim guberni kijowskiej.
W kwietniu 1919 r., podczas wojny domowej w Rosji (1918–1920), około 70 Żydów zostało zamordowanych w pogromie przez członków „Białej Armii”.
Podczas okupacji hitlerowskiej, we wrześniu 1941 roku Niemcy utworzyli getto dla żydowskich mieszkańców. Przebywało w nim około 500 osób. 4 marca 1942 roku Niemcy zlikwidowali getto, a Żydów zamordowali w budynku NKWD. 
W 1930 roku zaczęto wydawać gazetę.
Prawa miejskie posiada od 1956 roku.
W 1989 liczyło 16 876 mieszkańców.
W 2013 liczyło 12 652 mieszkańców.